# Chers zoiseaux
Chers zoiseaux est une pièce de théâtre de Jean Anouilh créée à la Comédie des Champs-Élysées de Paris le 4 décembre 1976.
Elle fait partie des Pièces farceuses avec La Culotte (1978), Épisode de la vie d'un auteur (1948) et Le Nombril (1981).
Le premier titre était : Les oiseaux font caca partout.

## Argument

### Acte un
Dans son bureau, le chef voit défiler sa famille. Tous vivent à son crochet, ou plutôt au crochet de sa plume. Car il écrit des romans policiers pour kiosques de gare.
Quand il n'y a plus d'argent, ils viennent le supplier d'écrire. Arrivent ainsi : Arthur, le plus jeune fils / Trude, la jeune fille au pair / Rosa, une de ses deux filles / Maria et le borgne couple de domestiques sombres et louches / Lucie son autre fille militante engagée / et Archibald mari de Lucie.

### Acte deux
Dans la chambre des filles, on comprend que la famille n'est pas si simple qu'il n'y paraît... l'ombre de la libération sexuelle plane.

### Acte trois
Dans le grand salon, visite de Mélusine, une des anciennes femmes du chef, remariée à Duplessis Morlet, industriel de l'aspirine et écrivain de renom.

### Acte quatre
Tout se complique, Grazziano, l'éditeur d'Archibald (et personnage fantôme, on ne le voit jamais), prend tout ce monde en otage et menace de tout faire sauter. En effet, Archibald a aussi couché avec la plus jeune fille de Grazziano (16 ans) et comme il est sicilien, il a le sang chaud...

## Distribution
La pièce a été créée le 4 décembre 1976 à la comédie des Champs-Élysées, dans une mise en scène de Jean Anouilh et Roland Piétri, des décors de Jean-Denis Malclès, avec par ordre d'entrée en scène :
- Guy Tréjan ;
- Hervé Bellon ;
- Uta Taeger ;
- Annick Le Goff ;
- Gérard Dournel ;
- Gilberte Géniat ;
- Françoise Brion ;
- Michel Lonsdale ;
- Catherine Arditi ;
- Régine Teyssot ;
- Odile Mallet ;
- Jacques Castelot.

Dans les rôles de :
- le chef (personnage principal) ;
- ses enfants, Arthur, Lucie (l'aînée) et Rosa ;
- ses petites filles, les filles d'Archibald et de Lucie (13 et 14 ans) ;
- le personnel : le borgne, Maria, et Trude, jeune Allemande au pair qui doit s'occuper du bébé de Rosa.
- Archibald, mari de Lucie ;
- Mélusine Mélita, ancienne maîtresse du chef, mère de Rosa ;
- Duplessis-Morlet, mari de Mélusine ;
- Grazziano, éditeur d'Archibald, personnage invisible.